# Welcome 2 My Nightmare
Welcome 2 My Nightmare es el 26.º álbum de Alice Cooper, lanzado en 2011 por el sello UMe.

## Detalles
La idea surgió poco después del trigésimo aniversario de Welcome to My Nightmare, mediante una charla que Cooper mantuvo con el productor Bob Ezrin, quien le propuso crear una secuela de aquel disco de 1975, Alice se mostró entusiasmado por la idea, proponiendo por su parte convocar a sus viejos compañeros del Alice Cooper Group para el proyecto.
El álbum estuvo listo a principios de 2011, con Cooper anunciando la novedad personalmente en febrero, a través de su programa de radio "Nights With Alice Cooper".
Tras varios retrasos fue finalmente lanzado en septiembre de 2011, obteniendo buenas reseñas, en general, por parte de la crítica especializada.

## Lista de canciones
1. "I Am Made of You"                   (05:32)
2. "Caffeine"                           (03:24)
3. "The Nightmare Returns"              (01:15)
4. "A Runaway Train Alice Cooper"       (03:52)
5. "Last Man on Earth"                  (03:47)
6. "The Congregation"                   (03:59)
7. "I'll Bite Your Face Off"            (04:26)
8. "Disco Bloodbath Boogie Fever"       (03:36)
9. "Ghouls Gone Wild"                   (02:35)
10. "Something to Remember Me By"        (03:18)
11. "When Hell Comes Home"               (04:30)
12. "What Baby Wants"                    (03:45)
13. "I Gotta Get Outta Here"             (04:21)
14. "The Underture"                      (04:38)
15. "We Gotta Get Out of This Place"     (03:09) [*Bonus Track]

## Personal
- Alice Cooper – Voz, armónica
- Bob Ezrin – Productor

Músicos adicionales e invitados
- Tommy Henriksen – Productor asociado, instrumentos varios
- Michael Bruce – Guitarra, teclados, coros en "A Runaway Train", "I'll Bite Your Face Off" y "When Hell Comes Home"
- Dennis Dunaway – Bajo, coros en "A Runaway Train", "I'll Bite Your Face Off" y "When Hell Comes Home"
- Neal Smith – Batería, coros en "A Runaway Train", "I'll Bite Your Face Off" y "When Hell Comes Home"
- Steve Hunter – Guitarra en "I Am Made Of You", "Something To Remember Me By", "When Hell Comes Home", "What Baby Wants" y "The Underture"
- Keith Nelson – Guitarra, coros en "Caffeine"
- Desmond Child – Cocompositor
- Dick Wagner – Cocompositor, guitarra líder en "The Underture"
- Tommy Denander – Guitarras en "I Am Made of You"
- Vince Gill – Guitarra líder en "A Runaway Train" & "Gotta Get Outta Here"
- Ke$ha – Voz en "What Baby Wants"
- Rob Zombie – Coros en "The Congregation"
- John 5 – Guitarra en "Disco Bloodbath Boogie Fever"
- Chuck Garric – Bajo
- Jeremy Rubolino – Cocompositor
- Piggy D – Cocompositor y bajo en "Last Man On Earth"
- David Spreng – Cocompositor y batería en "Last Man On Earth"
- Kip Winger – Coros en "Ghouls Gone Wild" & "The Congregation"
- Patterson Hood – Guitarra en "Gotta Get Outta Here"
- Damon Johnson – Guitarra en "We Gotta Get Out of This Place"
- Keri Kelli – Guitarra en "We Gotta Get Out of This Place"
- Jimmy DeGrasso – Batería en "We Gotta Get Out of This Place" & "I Gotta Get Outta Here"
- Pat Buchanan – Guitarras
- Vicki Hampton – Coros
- Wendy Moten – Coros
- Hank Williams – Masterización
- Scott Williamson – Batería
- Jimmie Lee Sloas – Bajo